# 小行星5899
小行星5899（英語：5899 Jedicke）是一颗围绕太阳公转的小行星。1986年1月9日，卡罗琳·舒梅克、尤金·舒梅克在帕洛马山发现了此天体。
这颗小行星的绝对星等为263.6062161722344等。